# キム・ブタン
キム・ブタン（Kim Boutin、1994年12月16日 - ）はカナダのショートトラックスピードスケート選手。カナダナショナルチーム所属。ケベック州シェルブルック出身。
2019年11月3日、500mで41.936秒という当時の世界新記録を樹立し、女子選手史上初の42秒切りを成し遂げた。国際大会およびカナダ選手権で多くのメダルを獲得した。
トレーナーであるスピードスケートのチャンピオン、マルク＝アントワヌ・ガニョンに影響を受ける。同郷のマリアンヌ・サン＝ジュレーを師としている。

## 選手歴
６歳のときに兄の後に付いてショートトラックを始める。
2014-2015年のシーズンの間、背中を故障して十分な練習ができず、世界選手権大会で7位に終わった。翌年のシーズンでは、背中の軽い故障と心身の疲労のため6ヶ月の休養を取った。
2016-2017年のシーズンでは、1000メートルと3000メートルでカナダチャンピオン位を獲得。さらに1500メートルで銀メダル、500メートルで銅メダルを手にした。世界大会ではソルトレイクシティーとドレスデンのリレーで銅メダル、江陵の1500メートルで銅メダル、上海のリレーで銀メダル、およびドレスデンの1500メートルで金を取得した。

## 受賞歴
2015年、カナダスピードスケート協会より、ショートトラックのエトワール・モンタンテ・オブザイヤー賞を受賞。

## 2018年冬季オリンピック
2018年平昌オリンピックに出場。2月13日に行われた女子500メートルで4位となったが、その後の写真判定により2位でゴールしていた韓国のチェ・ミンジョンが失格となったため、キムが銅メダルを取得した。最初は優勝者のアリアナ・フォンタナとの接触のためと説明されていたが、その後、それより前にブタンと接触していたためと発表された。
翌日、ブタンは韓国人からネガティブなコメントを受けたと報じられた。一部のコメントは殺害をほのめかす脅迫を含んでいた。
2月17日に行われた女子1500メートルでは銅メダル、2月22日に行われた女子1000メートルでは銀メダルを獲得した。